# حكومة عبد السلام
حكومة بلعيد عبد السلام هي ثاني حكومة جزائرية في عهد المجلس الأعلى للدولة الذي حكم البلاد بعد استقالة الرئيس الشاذلي بن جديد، واستمرت من 8 يوليو 1992 إلى 21 أغسطس 1993.
عين بلعيد عبد السلام على رأس الحكومة في 8 يوليو 1992 وأعضاء الحكومة في 19 يوليو 1992 في 25 أكتوبر 1992 عين ستة وزراء منتدبون وأمناء. وقع تغيير وزاري مس أربع وزارات في 3 فبراير 1993.

## أعضاء الحكومة
- رئيس الحكومة ووزير الاقتصاد : بلعيد عبد السلام
- وزير الدفاع : خالد نزار
  - عوضه اليمين زروال في 10 يوليو 1993
- وزير للشؤون الخارجية : الأخضر الإبراهيمي
  - عوضه رضا مالك في 3 فبراير 1993
- وزير الداخلية والجماعات المحلية : محمد حردي
- وزير العدل : عبد الحميد ماحي باهي
  - عوضه محمد تقية في 17 نوفمبر 1992
- وزير الطاقة : حسن مفتي
- وزير التربية الوطنية : أحمد جبار
- وزير الصناعة والمناجم : عبد النور كرمان
  - عوضه بلقاسم بلعربي في 3 فبراير 1993
- وزير المجاهدين : إبراهيم شيبوط
- وزير الشؤون الدينية : الساسي العموري
- وزير الصحة والسكان : محمد الصغير بابس
- وزير الجامعات والبحث العلمي: جيلالي اليابس
- وزير النقل : مختار محرز
  - عوضه حسن مفتي في 3 فبراير 1993
- وزير الفلاحة : محمد إلياس مصلي
- وزير السكن : فاروق طبال
- وزير العمل والشؤون الاجتماعية :معمر بن قربة
  - عوضه طاهر حمدي في 3 فبراير 1993
- وزير التكوين لمهني : جلول بغلي
- وزير السياحة والصناعات التقليدية : عبد الوهاب بكلي
- وزير الشبيبة والرياضة : عبد القادر خمري
- وزير الثقافة والاتصال: حبيب شوقي حمراوي
- وزير البريد والموصلات : الطاهر علان
- وزير العمل : عبد العزيز زياري
- وزير التجهيز : مقداد سيفي

- وزير منتدب للجماعات المحلية : عبد المجيد تبون
- وزير منتدب للخزينة : أحمد بن بيتور
- وزير منتدب للميزانية : علي براهيتي
- وزير منتدب للتجارة : الطاهر حمدي
  - عوضه مصطفى مقراوي في 3 فبراير 1993
- وزير منتدب مكلف بالأمن : امحمد طلبة لدى وزير الداخلية والجماعات المحلية
- وزيرة مستشارة للشؤون القانونية والإدارية مريم بلميهوب في 25 أكتوبر 1992[5]
- وزيرة منتدبة لدى رئيس الحكومة مكلفة بالتضامن الوطني سعيدة بن حبيلس في 25 أكتوبر 1992[5]
- وزير منتدب لدى وزير الاقتصاد مكلف بالمؤسسات الصغيرة والمتوسطة رضا حمياني في 25 أكتوبر 1992[5]
- كاتب دولة لدى وزير التربية الوطنية مكلف بالتعليم الأساسي والثانوي الطاهر زرهوني في 25 أكتوبر 1992[5]
- كاتب دولة لدى وزير التربية الوطنية مكلف بالتعليم العالي الطيب شريف في 25 أكتوبر 1992[5]
- كاتب دولة لدى وزير التربية الوطنية مكلف بالبحث العلمي مليكة علاب في 25 أكتوبر 1992[5]